# Hiệp ước Viên (1864)
Hiệp ước Viên (tiếng Đan Mạch: Freden i Wien; tiếng Đức: Frieden von Wien) là một hiệp ước hòa bình được ký kết vào ngày 30 tháng 10 năm 1864 tại Viên giữa Đế quốc Áo, Vương quốc Phổ và Vương quốc Đan Mạch. Hiệp ước chấm dứt Chiến tranh Schleswig lần thứ hai. Đan Mạch nhượng Công quốc Schleswig (ngoại trừ đảo Ærø vẫn thuộc Đan Mạch) Công quốc Holesten và Công quốc Lauenburg. Các lãnh thổ này sẽ được quản lý chung bởi Phổ và Áo trong một chủ quyền chung. Một hiệp ước tiếp theo giữa Áo và Phổ vào ngày 14 tháng 8 năm 1865 được gọi là Công ước Gastein quy định rằng Phổ sẽ quản lý Schleswig và Áo sẽ quản lý Holesten. Áo cũng bán quyền cai trị đối với Lauenburg cho Phổ. Tranh chấp về quyền quản lý của Schleswig và Holesten sẽ dẫn đến Chiến tranh Áo-Phổ năm 1866. Khi cuộc chiến đó kết thúc, Phổ sáp nhập Schleswig và Holesten.